# 고윤상 (경찰)
고윤상(高允相)은 일제강점기의 경찰이다.

## 생애
본적지는 한성부이며 한일 병합 조약 체결 전 이력은 알 수 없다. 1913년에 조선총독부 순사가 되어 경찰계에 입문했다.
순사가 된 뒤 경성부 북부경찰서 동대문분서에서 근무했다. 약 7년 동안 순사로 일한 끝에 1920년에는 순사부장으로 승진했다.
1923년 조선총독부 도경부가 되어 경기도 포천군의 포천경찰서에 발령받았고, 1년 후인 1924년에 서울 지역의 핵심 경찰서로 시국 사건을 많이 다룬 경성부 종로경찰서로 이동했다. 1932년에는 수원경찰서로 전근하여 1935년을 기준으로 이 곳에서 근무하고 있었다.
1935년 조선총독부가 한일 병합 조약 체결 25년을 맞아 시정25주년기념 표창자를 선정했을 때 여기에 포함되어 명감에 이름이 실렸다.
2008년 민족문제연구소에서 친일인명사전에 수록하기 위해 정리한 친일인명사전 수록예정자 명단 중 경찰 부문에 수록되었다.

## 참고자료
- 고윤상(高允相) - 국사편찬위원회